# Algebraische K-Theorie
Das mathematische Teilgebiet der  Algebraischen K-Theorie beschäftigt sich mit dem Studium von Ringen bzw. Vektorbündeln auf Schemata.
{\displaystyle A} sei stets ein unitärer Ring. Die algebraischen K-Gruppen sind eine Folge abelscher Gruppen {\displaystyle \left\{K_{n}(A)\right\}_{n\in \mathbb {N} }}, die dem Ring {\displaystyle A} zugeordnet sein sollen und Informationen über diesen kodieren.
Es gibt in der Mathematik verschiedene Arten von K-Theorien. Mit „algebraischer K-Theorie“ ist in aller Regel die auf Quillen zurückgehende Definition gemeint. Milnors K-Theorie {\displaystyle K_{n}^{M}(A)} stimmt mit dieser im Allgemeinen nur für {\displaystyle n\leq 2} überein.
Die Entwicklung der algebraischen K-Theorie wurde unter anderem von der topologischen K-Theorie motiviert, sie hängt aber nicht unmittelbar mit dieser zusammen.

## Niedrige Dimensionen

### K0
Der Funktor {\displaystyle K_{0}} ist ein kovarianter Funktor von der Kategorie der Ringe mit Einselement in die Kategorie der Gruppen; er ordnet einem Ring {\displaystyle R} die Grothendieck-Gruppe {\displaystyle K_{0}(R)} der Isomorphieklassen von endlich erzeugten projektiven Moduln zu.
Gelegentlich betrachtet man auch die reduzierte K-Gruppe {\displaystyle {\tilde {K}}_{0}(R)}, diese ist der Quotient von {\displaystyle K_{0}(R)} nach der vom freien {\displaystyle R}-Modul {\displaystyle R} erzeugten zyklischen Gruppe.

#### Eigenschaften
- (Morita-Invarianz)

Für jeden Ring {\displaystyle A} und {\displaystyle n\in \mathbb {N} } gibt es einen kanonischen Isomorphismus {\displaystyle K_{0}(A)\rightarrow K_{0}(M_{n}(A))}.
- (Serre-Swan Theorem)

Sei {\displaystyle X} ein kompakter Hausdorffraum und {\displaystyle C(X)} der Ring der stetigen Funktionen. Dann gibt es einen Isomorphismus zwischen topologischer K-Theorie des Raumes und algebraischer K-Theorie des Ringes:
{\displaystyle K(X)\cong K_{0}(C(X))}.

#### Beispiele
- Ist {\displaystyle A} ein Dedekindring, so ist

{\displaystyle K_{0}(A)=\mathop {\mathrm {Pic} } A\times \mathbf {Z} }.
- Für Körper, Hauptidealringe oder lokale Ringe sind alle projektiven Moduln frei, die K-Theorie ist deshalb isomorph zu {\displaystyle \mathbb {Z} }.

### K1
Hyman Bass schlug die folgende Definition für einen Funktor {\displaystyle K_{1}} vor:
{\displaystyle K_{1}(A)} ist die Abelisierung der unendlichen allgemeinen linearen Gruppe:
{\displaystyle K_{1}(A)=GL(A)^{ab}}
Dabei ist
{\displaystyle GL(A)=\operatorname {colim} \,GL_{n}(A)},
wobei {\displaystyle GL_{n}(A)} in die obere linke Ecke von {\displaystyle GL_{n+1}(A)} eingebettet werde: {\displaystyle GL_{n}(A)\ni M\mapsto {\begin{pmatrix}M&0\\0&1\end{pmatrix}}\in GL_{n+1}(A)}.
Siehe dazu auch das Lemma von Whitehead. Für einen Körper {\displaystyle k} ist {\displaystyle K_{1}(k)} die Einheitengruppe.

### K2
J. Milnor fand den richtigen Kandidaten für {\displaystyle K_{2}}: Es sei die Steinberggruppe (nach Robert Steinberg) {\displaystyle St(A)} eines Ringes {\displaystyle A} definiert als die Gruppe mit den Erzeugern {\displaystyle x_{ij}(r)} für positive ganze Zahlen {\displaystyle i\not =j} und Ringelemente {\displaystyle r} und mit den Relationen
1. {\displaystyle \mathrm {x} _{ij}(r)\mathrm {x} _{ij}(r')=\mathrm {x} _{ij}(r+r')}
2. {\displaystyle [\mathrm {x} _{ij}(r),\mathrm {x} _{jk}(r')]=\mathrm {x} _{ik}(rr')} für {\displaystyle i\not =k}
3. {\displaystyle [\mathrm {x} _{ij}(r),\mathrm {x} _{kl}(r')]=1} für {\displaystyle i\not =l,j\not =k}

Diese Relationen gelten auch für die Elementarmatrizen, deshalb gibt es einen Gruppenhomomorphismus
{\displaystyle \varphi \colon \mathrm {St} (A)\to \mathrm {GL} (A)}
{\displaystyle K_{2}(A)} ist nun per Definition der Kern dieser Abbildung {\displaystyle \varphi }. Man kann zeigen, dass er mit dem Zentrum von {\displaystyle St(A)} übereinstimmt. {\displaystyle K_{1}} und {\displaystyle K_{2}} sind durch die exakte Sequenz
{\displaystyle 1\longrightarrow K_{2}(A)\longrightarrow \mathrm {St} (A)\longrightarrow \mathrm {GL} (A)\longrightarrow K_{1}(A)\longrightarrow 1}
verbunden.
Für einen (kommutativen) Körper {\displaystyle k} gilt der Satz von Matsumoto
{\displaystyle K_{2}(k)=k^{\times }\otimes _{\mathbb {Z} }k^{\times }/\langle a\otimes (1-a)\mid a\not =0,1\rangle .}

## Milnors K-Theorie
J. Milnor definierte für einen Körper {\displaystyle k} „höhere“ {\displaystyle K}-Gruppen durch
{\displaystyle K_{*}^{M}(k):=T^{*}k^{\times }/(a\otimes (1-a))},
also als graduierte Bestandteile des Quotienten der Tensoralgebra über der abelschen Gruppe {\displaystyle k^{x}} nach dem zweiseitigen Ideal, das von den Elementen der Form
{\displaystyle a\otimes (1-a)}
für {\displaystyle a\not =0,1} erzeugt wird. Für {\displaystyle n=0,1,2} stimmen die milnorschen {\displaystyle K}-Gruppen mit den oben definierten überein. Die Motivation zu dieser Definition stammt aus der Theorie der quadratischen Formen. Es gibt einen natürlichen Homomorphismus {\displaystyle K_{i}^{M}(k)\rightarrow K_{i}(k)}, sein Kokern ist per Definition die unzerlegbare K-Theorie {\displaystyle K_{i}^{ind}(k)}. Für Zahlkörper gilt {\displaystyle K_{i}^{ind}(k)=K_{i}(k)}.

### Beispiele
Für einen endlichen Körper {\displaystyle k} und {\displaystyle n\not =0,1} gilt
{\displaystyle K_{n}^{M}(k)=0}
Für einen algebraischen Zahlkörper {\displaystyle k} und {\displaystyle n\not =0,1,2} gilt
{\displaystyle K_{n}^{M}(k)=(\mathbb {Z} /2)^{r_{1}}},
wobei {\displaystyle r_{1}} die Anzahl der reellen Stellen von {\displaystyle k} ist.

### Milnorvermutung
Es gibt Isomorphismen
{\displaystyle K_{*}^{M}(k)/2\longrightarrow H_{et}^{*}(k,(\mathbb {Z} /2)^{*})},
{\displaystyle K_{*}^{M}(k)/2\longrightarrow GrW^{*}(k)}
zwischen den milnorschen {\displaystyle K}-Gruppen eines Körpers {\displaystyle k} der Charakteristik ungleich zwei und der Galoiskohomologie bzw. dem graduierten Witt-Ring von {\displaystyle k}. Unter anderem für den Beweis dieses als Milnorvermutung bekannten Resultates wurde Wladimir Wojewodski auf dem internationalen Mathematikerkongress 2002 die Fieldsmedaille verliehen. Der Beweis basiert auf der von Wojewodski entwickelten Homotopietheorie algebraischer Varietäten und der von Beilinson und Lichtenbaum entworfenen motivischen Kohomologie.

## Quillens K-Theorie
Die umfassendste Definition einer {\displaystyle K}-Theorie wurde von D. Quillen angegeben.

### Klassifizierende Räume von Kategorien
Für eine kleine Kategorie {\displaystyle C} sei der Nerv {\displaystyle N(C)} definiert als die simpliziale Menge, deren {\displaystyle p}-Simplizes die Diagramme
{\displaystyle X_{0}\longrightarrow X_{1}\longrightarrow \ldots \longrightarrow X_{p}}
sind. Die geometrische Realisierung {\displaystyle BC} von {\displaystyle N(C)} heißt klassifizierender Raum von {\displaystyle C}.

### Quillens Q-Konstruktion
Es sei {\displaystyle P} eine exakte Kategorie, d. h. eine
additive Kategorie zusammen mit einer Klasse {\displaystyle E} von „exakten“ Diagrammen
{\displaystyle M'\longrightarrow M\longrightarrow M'',}
für die gewisse Axiome gelten, die den Eigenschaften kurzer exakter Sequenzen in einer abelschen Kategorie nachgebildet sind.
Zu einer exakten Kategorie {\displaystyle P} sei nun die Kategorie {\displaystyle Q(P)} definiert als die Kategorie, deren Objekte dieselben sind wie die von {\displaystyle P} und deren Morphismen zwischen zwei Objekten {\displaystyle M^{\prime }} und {\displaystyle M^{\prime \prime }} Isomorphieklassen von exakten Diagrammen
{\displaystyle M'\longrightarrow N\longrightarrow M''}
sind.

### Die K-Gruppen
Die {\displaystyle i}-te K-Gruppe von {\displaystyle P} ist dann definiert durch
{\displaystyle K_{i}(P)=\pi _{i+1}(\mathrm {BQ} P,0)}
mit einem fest gewählten Nullobjekt 0. Hierbei sind die {\displaystyle \pi _{i}} die (höheren) Homotopiegruppen.
{\displaystyle K_{0}(P)} stimmt mit der Grothendieckgruppe von {\displaystyle P} überein, also mit dem Quotienten der freien abelschen Gruppe über den Isomorphieklassen in {\displaystyle P} nach der Untergruppe, die von
{\displaystyle [M]-[M']-[M'']}
für Diagramme
{\displaystyle M'\longrightarrow M\longrightarrow M''}
in {\displaystyle E} erzeugt wird.
Für einen unitären Ring {\displaystyle A} sind die {\displaystyle K}-Gruppen {\displaystyle K_{i}(A)} die eben definierten {\displaystyle K}-Gruppen der Kategorie der endlich erzeugten projektiven {\displaystyle A}-Moduln.
Für noethersche unitäre Ringe werden außerdem die Gruppen {\displaystyle K_{i}^{\prime }(A)} definiert als die {\displaystyle K}-Gruppen der Kategorie aller endlich erzeugten {\displaystyle A}-Moduln.
Für Schemata {\displaystyle X} definiert Quillen {\displaystyle K(X):=K(\mathrm {P} (X))}, wobei {\displaystyle \mathrm {P} (X)} die Kategorie der Vektorbündel auf {\displaystyle X} ist.

#### Beispiele

##### Endliche Körper
Sei {\displaystyle \mathbb {F} _{q}} der Körper mit {\displaystyle q} Elementen. Dann ist
{\displaystyle K_{0}(\mathbb {F} _{q})=\mathbb {Z} }
{\displaystyle K_{2i-1}(\mathbb {F} _{q})=\mathbb {Z} /(q^{i}-1)\mathbb {Z} } für alle {\displaystyle i\geq 1}
{\displaystyle K_{2i}(\mathbb {F} _{q})=0} für alle {\displaystyle i\geq 1}.

##### Die ganzen Zahlen
Für die {\displaystyle K}-Gruppen von {\displaystyle \mathbb {Z} } gilt
{\displaystyle {\begin{aligned}K_{0}(\mathbb {Z} )&=\mathbb {Z} ,\\K_{1}(\mathbb {Z} )&=\mathbb {Z} /2\mathbb {Z} ,\\K_{2}(\mathbb {Z} )&=\mathbb {Z} /2\mathbb {Z} ,\\K_{3}(\mathbb {Z} )&=\mathbb {Z} /48\mathbb {Z} ,\\K_{4}(\mathbb {Z} )&=0,\\K_{5}(\mathbb {Z} )&=\mathbb {Z} \end{aligned}}}
Ist {\displaystyle i\not \equiv 1\operatorname {mod} 4}, so ist {\displaystyle K_{i}(\mathbb {Z} )} eine endliche Gruppe und ist {\displaystyle i\equiv 1\operatorname {mod} 4}, dann ist {\displaystyle K_{i}(\mathbb {Z} )} die direkte Summe aus {\displaystyle \mathbb {Z} } und einer endlichen Gruppe. Mit Hilfe des Rost-Voevodsky-Theorems kann man für {\displaystyle i\not \equiv 0\operatorname {mod} 4} auch den ungeraden Torsionsanteil in {\displaystyle K_{i}(\mathbb {Z} )} bestimmen.
Für {\displaystyle i\equiv 0\operatorname {mod} 4} ist {\displaystyle K_{i}(\mathbb {Z} )=0}, falls die Kummer-Vandiver-Vermutung richtig ist.

##### Gruppenringe
Die Farrell-Jones-Vermutung beschreibt die algebraische K-Theorie des Gruppenringes {\displaystyle R\left[G\right]}, wenn man die algebraische K-Theorie des Ringes {\displaystyle R} kennt. Sie ist in verschiedenen Spezialfällen bewiesen, zum Beispiel für CAT(0)-Gruppen {\displaystyle G}.
Die algebraische K-Theorie des Gruppenringes {\displaystyle \mathbb {Z} \Gamma } von Fundamentalgruppen {\displaystyle \Gamma } hat Anwendungen in der algebraischen Topologie.
Walls Endlichkeits-Obstruktion für CW-Komplexe ist ein Element in {\displaystyle {\tilde {K}}_{0}(\mathbb {Z} \Gamma )}. Die Obstruktion für die Einfachheit einer Homotopieäquivalenz ist die Whitehead-Torsion in {\displaystyle Wh(\Gamma ):=K_{1}(\mathbb {Z} \Gamma )/\left\{\pm \Gamma \right\}} (siehe s-Kobordismus-Satz).

##### Zahlkörper und Ganzheitsringe
Sei {\displaystyle F} ein Zahlkörper mit {\displaystyle r_{1}} reellen und {\displaystyle 2r_{2}} komplexen Einbettungen in {\displaystyle \mathbb {C} }. Sei {\displaystyle O_{F}} der Ganzheitsring von {\displaystyle F}. Dann ist für alle {\displaystyle i\geq 1}:
{\displaystyle K_{4i-2}(O_{F})\otimes \mathbb {Q} =0}
{\displaystyle K_{4i-1}(O_{F})\otimes \mathbb {Q} =\mathbb {Q} ^{r_{2}}}
{\displaystyle K_{4i}(O_{F})\otimes \mathbb {Q} =0}
{\displaystyle K_{4i+1}(O_{F})\otimes \mathbb {Q} =\mathbb {Q} ^{r_{1}+r_{2}}}.
Die Isomorphismen werden durch den Borel-Regulator realisiert.
Für {\displaystyle n\geq 2} ist {\displaystyle K_{n}(F)\otimes \mathbb {Q} \cong K_{n}(O_{F})\otimes \mathbb {Q} }.